# Hendrik Christoffel van de Hulst
Hendrik Christoffel van de Hulst (Utrecht, 19 de noviembre de 1918 - Leiden, 31 de julio de 2000) fue un astrónomo neerlandés. Predijo teóricamente las ondas de radio emitidas por el hidrógeno del espacio interestelar, las cuales pueden ser detectadas desde la Tierra.
En 1946 obtuvo el doctorado en la Universidad de Utrecht, y realizó un postdoctorado durante los dos años siguientes en la Universidad de Chicago. Después ejerció de profesor de astronomía en la Universidad de Leiden, y fue director del Observatorio de Leiden. Trabajó allí hasta 1984.
En 1944, cuando todavía era un estudiante, propuso que los átomos de hidrógeno pueden existir de dos maneras diferentes, según el campo magnético coincida o sea opuesto. La más común es que el protón y el electrón que le orbita giren en la misma dirección, lo cual hace que exista una ínfima probabilidad (se calcula que aproximadamente una vez cada diez millones de años) de que el electrón cambie de dirección espontáneamente y pase a girar al contrario que el protón. Este proceso, aunque es muy raro que suceda, emite una radiación con una frecuencia de 1.420,4 megahercios y una longitud de onda de 21 centímetros. Sin embargo, en el universo, al haber una cantidad realmente grande de átomos de hidrógeno en el espacio interestelar, este tipo de radiación puede detectarse desde la Tierra. El trabajo de van de Hulst despejó la incógnita que se generó cuando anteriormente Grote Reber descubrió ondas de radio emitidas por la Vía Láctea.
Sin embargo, no fue hasta 1951 cuando dejó de ser teoría y pasó a confirmarse experimentalmente. La confirmación se le atribuye a Edward M. Purcell y Harold Ewen, de la Universidad de Harvard. Desde entonces, el descubrimiento de van de Hulst ha resultado ser una herramienta de vital importancia para el conocimiento de las estructuras de las galaxias espirales mediante el seguimiento del hidrógeno neutro que albergan, especialmente la Vía Láctea.
Su trabajo impulsó la radioastronomía, derivando en el pensamiento de que, si una civilización extraterrestre quisiera comunicarse con otras, utilizaría la longitud de onda que emite el hidrógeno. Aunque los telescopios más potentes de la Tierra estudian asiduamente esta longitud de onda, no han encontrado nada que no haya sido emitido por un átomo de hidrógeno.
También ayudó a comprender mejor la corona solar, las nubes interestelares, y la dispersión de la luz en pequeñas partículas.

## Honores
- Asteroide 2413 van de Hulst.

### Galardones
- Medalla Henry Draper, (1955)
- Medalla Eddington, (1955)
- Medalla Rumford, (1964)
- Medalla Bruce, (1978)
- Medalla Karl Schwarzschild (1995)